# Ponorac Perjasički
Ponorac Perjasički – wieś w Chorwacji, w żupanii karlowackiej, w gminie Barilović. W 2011 roku liczyła 17 mieszkańców.